# Michael Morris (director)
Michael Morris (nacido en 1974) es un director y productor de cine y televisión inglés.
De 1999 a 2002 fue director del teatro The Old Vic de Londres. Fue productor ejecutivo y director del drama televisivo de ABC,  Brothers & Sisters , y trabajó en esa serie a lo largo de sus cinco temporadas (2006-2011).
También ha dirigido episodios de Political Animals y la serie de USA Network In Plain Sight protagonizada por su esposa, la actriz Mary McCormack . Dirigió la miniserie The Slap para NBC.
Fue director y productor ejecutivo de Bloodline en Netflix, y ha dirigido muchos episodios de House of Cards de Netflix , 13 Reasons Why , Shut Eye de Hulu y muchos más. 

## Filmografía

### Cine
| Año  | Título                     | Contribución | Notas                  |
| ---- | -------------------------- | ------------ | ---------------------- |
| 2022 | To Leslie                  | Director     | película independiente |
| 2025 | Bridget Jones: loca por él | Director     |                        |